# Le Relecq-Kerhuon
Le Relecq-Kerhuon (tiếng Breton: Ar Releg-Kerhuon) là một xã của tỉnh Finistère, thuộc vùng Bretagne, miền tây bắc Pháp.

## Dân số
Người dân ở Le Relecq-Kerhuon được gọi là Relecquois hoặc Kerhorres.